# Chuột sóc nâu
Muscardinus avellanarius là một loài động vật có vú trong họ Gliridae, bộ Gặm nhấm. Loài này được Linnaeus mô tả năm 1758.

## Hình ảnh

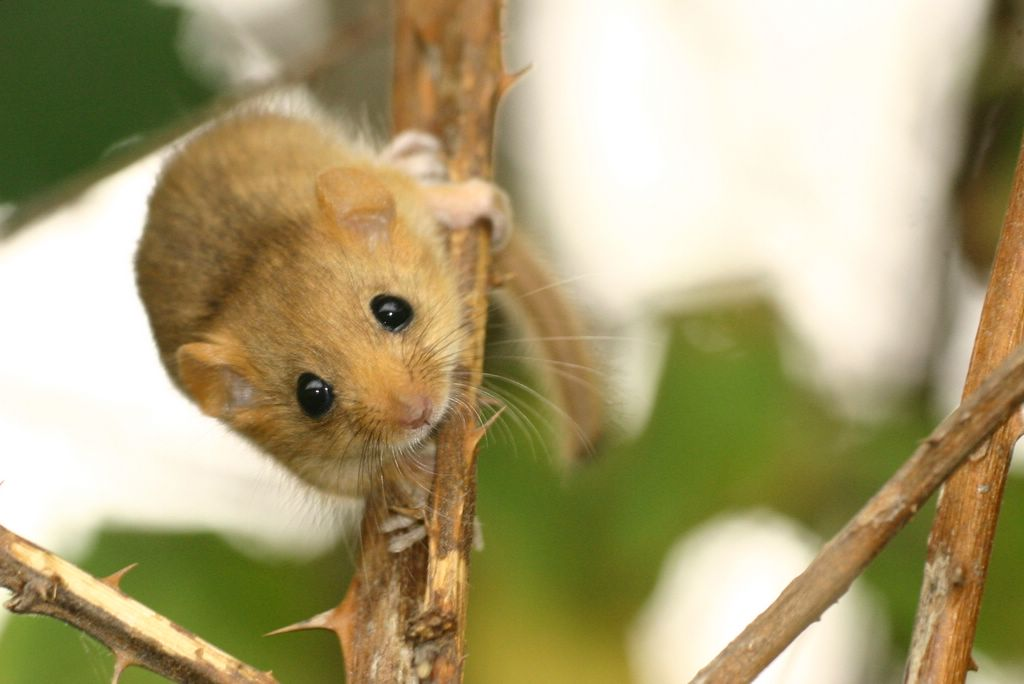
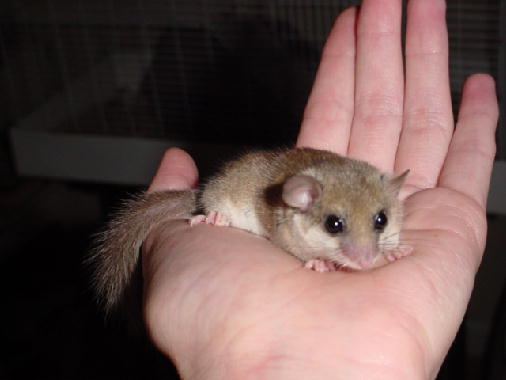
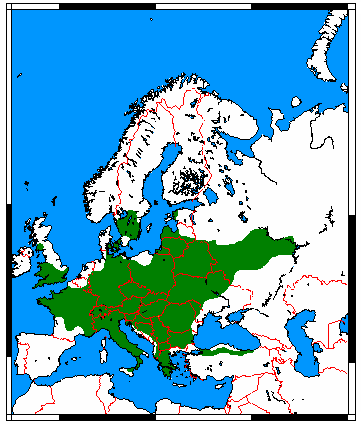
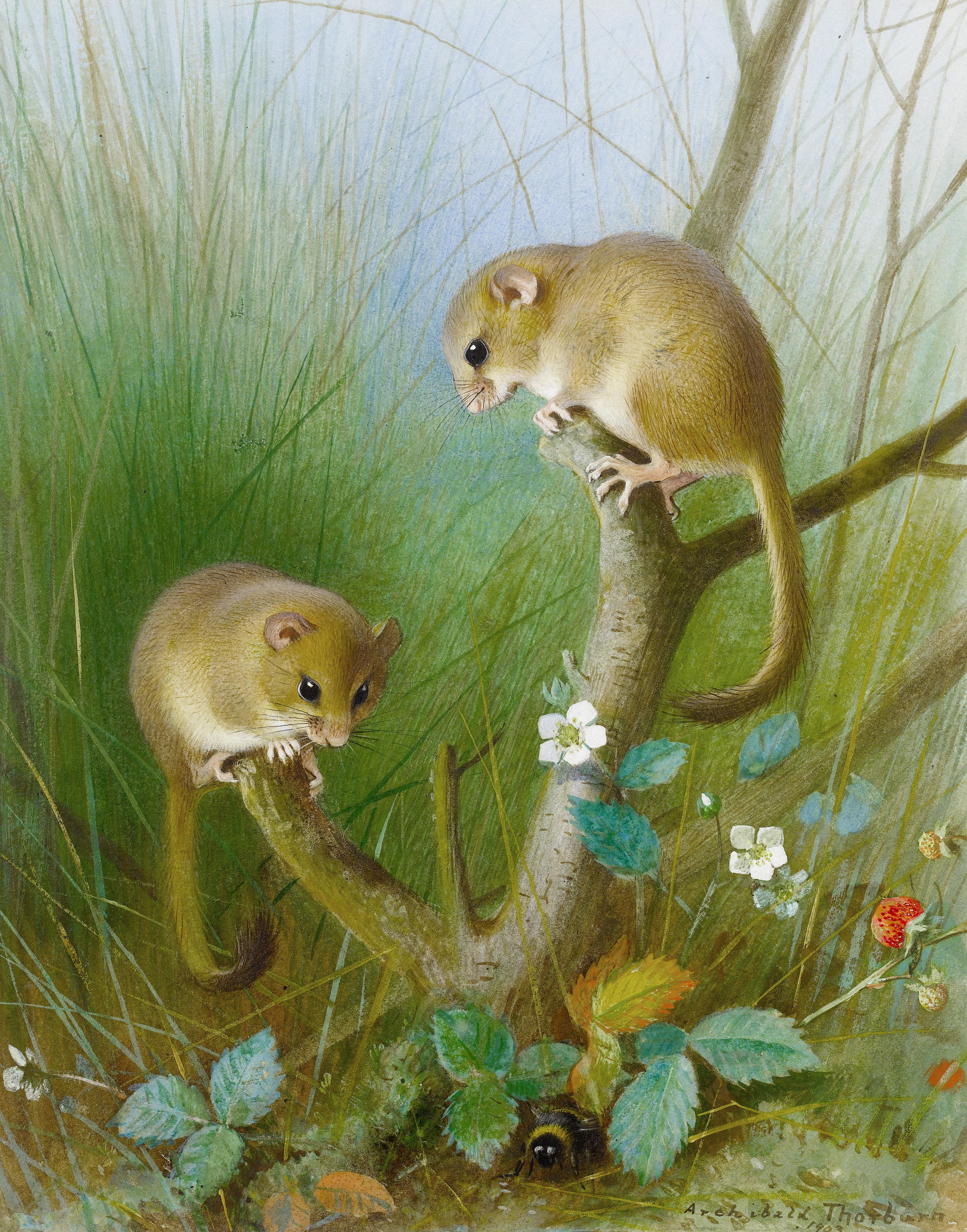